# Emil Feucht
Emil Feucht (* 11. Mai 1910 in Eibensbach; † 25. März 2000 in Brackenheim) war ein deutscher Kaufmann und Politiker (FDP/DVP). Von 1964 bis 1972 war er Mitglied des Landtags von Baden-Württemberg.

## Leben
Feucht war evangelischer Konfession und Sohn eines Landwirts, der 1915 starb. Er hatte vier Geschwister.
Nach dem Besuch der Volksschule machte er 1924 bis 1927 eine kaufmännische Ausbildung beim Eibensbacher Unternehmen Wilhelm Layher. Von 1927 bis 1929 arbeitete er als Buchhalter bei der chemischen Fabrik Büdowerk in Schwenningen.
Ab April 1929 arbeitete er im Zementwerk Lauffen zunächst als Buchhalter und wurde dort im Juli 1958 kaufmännischer Direktor. Am 8. Mai 1937 beantragte er die Aufnahme in die NSDAP und wurde rückwirkend zum 1. Mai desselben Jahres aufgenommen (Mitgliedsnummer 5.845.636). 1937 bis 1945 arbeitete er im Elektrizitätswerk Heilbronn, einem Schwesterunternehmen des Zementwerks Lauffen.
Im Zweiten Weltkrieg war Feucht als Infanterist in Frankreich und Russland, wurde dreimal verwundet, erhielt das Eiserne Kreuz I. und II. Klasse sowie das silberne Verwundetenabzeichen. Bis Ende August 1945 befand er sich in englischer Kriegsgefangenschaft.
In Lauffen am Neckar gehörte er von 1959 bis 1965 dem Gemeinderat an, war stellvertretender Bürgermeister und Aufsichtsratsvorsitzender der Lauffener Bank. Ab 1959 war er auch Mitglied des Kreistags des Landkreises Heilbronn. Von 1964 bis 1972 vertrat Feucht über ein Zweitmandat den Wahlkreis Heilbronn-Land II im Landtag von Baden-Württemberg.
Feucht war Geräteturner und Vorsitzender des TV Lauffen a. N., ab 1959 auch Vorsitzender des Turngaus Heilbronn. Er war verheiratet und hatte zwei Kinder.

## Auszeichnungen
1985 wurde Emil Feucht mit der Verdienstmedaille des Landes Baden-Württemberg ausgezeichnet.